# Hainleite - Westliche Schmücke
Hainleite - Westliche Schmücke este o arie protejată (arie de protecție specială avifaunistică — SPA) din Germania întinsă pe o suprafață de 7.548 ha, integral pe uscat.

## Localizare
Centrul sitului Hainleite - Westliche Schmücke este situat la coordonatele 51°20′07″N 10°54′08″E / 51.3353°N 10.9022°E.

## Înființare
Situl Hainleite - Westliche Schmücke a fost declarat arie de protecție specială avifaunistică în mai 2007 pentru a proteja 23 de specii de animale.

## Biodiversitate
Situată în ecoregiunea continentală, aria protejată nu include niciun habitat protejat.
La baza desemnării sitului se află mai multe specii protejate de  păsări (23): pescăruș albastru (Alcedo atthis), buha (Bubo bubo), caprimulg (Caprimulgus europaeus), erete de stuf (Circus aeruginosus), prepeliță (Coturnix coturnix), cristeiul de câmp (Crex crex), ciocănitoarea de stejar (Dendrocopos medius), ciocănitoare neagră (Dryocopus martius), presură sură (Emberiza calandra), muscar (Ficedula parva), becațină comună (Gallinago gallinago), Gallinula chloropus chloropus, capîntortură (Jynx torquilla), sfrâncioc roșiatic (Lanius collurio), sfrâncioc mare (Lanius excubitor excubitor), ciocârlie de pădure (Lullula arborea), gaia roșie (Milvus milvus), viespar (Pernis apivorus), ciocănitoare verzuie (Picus canus), mărăcinar (Saxicola rubetra), turturică (Streptopelia turtur), silvie porumbacă (Sylvia nisoria), pupăză (Upupa epops).
Pe lângă speciile protejate, pe teritoriul sitului au mai fost identificate 1 specie de păsări.